# ジベンゾチオフェンジヒドロジオールデヒドロゲナーゼ
ジベンゾチオフェンジヒドロジオールデヒドロゲナーゼ（dibenzothiophene dihydrodiol dehydrogenase）は、次の化学反応を触媒する酸化還元酵素である。
cis-1,2-ジヒドロキシ-1,2-ジヒドロジベンゾチオフェン + NAD+ {\displaystyle \rightleftharpoons } 1,2-ジヒドロキシジベンゾチオフェン + NADH + H+
反応式の通り、この酵素の基質はcis-1,2-ジヒドロキシ-1,2-ジヒドロジベンゾチオフェンとNAD+、生成物は1,2-ジヒドロキシジベンゾチオフェンとNADHとH+である。
組織名はcis-1,2-dihydroxy-1,2-dihydrodibenzothiophene:NAD+ oxidoreductaseである。